# ジズヤ
ジズヤ（jizya または jizyah、アラビア語: جزْية、トルコ語: cizye）は、イスラム諸王朝における人頭税。

## 概要
ジズヤは、イスラーム草創期にイスラーム政権の庇護を受けたズィンミーから徴収される貢納や租税一般を指したものであった。内容は地域差がおおよそあったが、大体においては地租と人頭税を併せたものであった。しかし、ウマイヤ朝末期以降にイスラームへの改宗者が増大すると、ジズヤをズィンミーから徴収される人頭税、ハラージュを地租・土地税とする用語法上の区別が定着するようになった。つまり、イスラーム政権が「ズィンマの民（ahl al-Dhimma）＝ズィンミー」に対して下す「庇護（ズィンマ）の賦課」として租税という性格が明確化されるようになった。ウマイヤ朝では、首都ダマスカスのあるシリア近辺に住む改宗ペルシャ人などは、イスラーム大征服時代の初期段階でムスリムとなったにもかかわらず、アラブ人ムスリムとのあいだに税負担の不平等があることに大きな不満をつのらせていた。同王朝第8代カリフのウマル2世は、こうした不満をみてとり、また、ズィンミー（異教徒）のイスラームへの改宗を奨励しようとして、ズィンミーとマワーリー（非アラブ人改宗者）の租税負担に差を設ける必要をうったえ、マワーリーからのジズヤ徴収を停止しようとした。ホラーサーン総督ジャラーに対して「メッカの方向をむいて礼拝する者には、すべてジズヤを免ぜよ」と命じたのは、そのあらわれである。その命令によって集団的な改宗が起こり、税収が打撃を受けたため、ジャラーは、税金のがれのための手段として改宗しているだけだから、その証しとして割礼を義務づけるべきだと申し出た。しかし、ウマル2世は「神は割礼のためにムハンマドをつかわしたのではない」と応えたという。
8世紀半ばのアッバース革命によって、「神の前におけるムスリムの平等」が実現し、それまでの非アラブ人に対する税制上の差別待遇が撤廃された。ムスリムであれば非アラブ人であってもジズヤは課されず、その一方で「アラブの特権」は排されて、アラブ人であっても土地を所有していればハラージュ（土地税）が課されるようになったのである。こうして、ジズヤはもっぱら非ムスリムに対するものとなったが、16世紀以降イスラーム王朝としてインドを支配したムガル帝国第3代皇帝のアクバルは、インドにおいて多数派であるヒンドゥー教徒の宥和のため、1564年、ジズヤの徴収を廃止した。ただし、第6代アウラングゼーブは非ムスリムに対するジズヤを復活している。
非ムスリムはジズヤを支払うことにより、制限つきではあるもののズィンミー（庇護民）として一定の生命・財産・宗教的自由の保証が得られた。ジズヤは本来聖書を奉ずるユダヤ教徒やキリスト教徒、いわゆる啓典の民に対するもので、それ以外の非ムスリムには改宗を迫ることが原則だったが、イスラム世界の拡大によって実質的にはすべての非ムスリムに対するものとなった。
ジズヤはイスラーム社会ではムスリムより下位に位置づけられた非ムスリムにとって厳しい負担となり、またイスラーム政権に対する服従の証でもあったため、多くの非ムスリムはジズヤを屈辱と捉えた。このような金銭的負担と社会的差別を逃れるため、多くのズィンミーが他地域への逃亡やイスラームへ改宗を選択することもあった。他地域に逃亡した例としては、ムンバイ方面に逃れた旧サーサーン朝ペルシアのゾロアスター教徒があり、かれらはインドにおいてはペルシア人の意味で「パールスィー」と呼ばれている。
ジズヤによる厳しい負担は、非ムスリムに対し暗に改宗を迫るものであったが、ジズヤが重要な財源になった事から、むしろ税収減少を懸念してムスリムへの改宗を好まない風潮も生まれ、イスラム政権下の多くの国民が非ムスリムに留まるような事例もあった。これが、イベリア半島におけるレコンキスタの成功の原因のひとつにもなった。またレコンキスタがなった後のイベリア半島ではユダヤ教徒が国外に追放されたが、オスマン帝国が彼らを「ジズヤを納めてくれる民」として歓迎して受け入れた例などがある。
サウジアラビアなど自国民にザカートを課している現代のイスラム教国では、対象外の外国人から徴収したジズヤをザカートと同じく社会福祉の財源に充てている。
現在でもイスラム原理主義者の中には、シャリーアに基づく祭政一致の国家を樹立した暁には非ムスリムに対してジズヤを課すことを標榜している団体があり、問題視されている。2014年にイラクとシリアの一部を実効支配する過激派組織ISILが、支配地域内のキリスト教徒に対して人頭税を要求した事例があり、復古的なイスラーム支配を目指すものと指摘された。

## ジズヤを課せられる対象
ジズヤを課せられるのはズィンミー身分に属する健康な自由人の成人男性であると、11世紀のイスラム法学者マーワルディーは述べる。家父長制の元で一家の主たりえない婦人、子供、奴隷には課せられない。両性具有の疑いのあるものにも課せられないが、彼が男性と判明した場合は過去に遡って課税される。また精神異常者にも課されないとマーワルディーは述べる。
ズィンミー身分に属する自由人の成人男性であっても、老人や病人、貧困者の場合には見解が分かれる。マーワルディーは貧困者を除きジズヤが課されると述べるが、この場合いずれもジズヤは課されないと述べる説もある。

## ジズヤの額
ズィンミー1人当たりに課せられるジズヤの最高額と最低額については、法学派の間で見解が分かれている。ハナフィー学派は富裕なものからは48ディルハム、中流のものからは24ディルハム、下層階級からは12ディルハムのジズヤを徴収すべきとする。マーリキー学派は最高額も最低額も支配者の自由であるとする。シャーフィイー学派は最低額は1ディナールであるとし、最高額は支配者の自由であるとする。
サウジアラビアでは1人当たり月700リヤルまたは800リヤルとしている。

## ジズヤの貢納儀礼
ジズヤについては税金の多寡がズィンミーの経済的負担に直結したのは無論だが、その納税の仕方にもズィンミーに屈辱を与える様々な仕組みがほどこされた。例えば、ジズヤの納税は、地方の有力者のもとに納税者が直接届けにいくことが多いが、その際に、公衆の面前で暴力を振るわれることが少なくなかった。これは「異教徒はイスラム教徒よりも下である」という、一種のデモンストレーションであった。暴力だけでなく、体に「不信仰の輩」と焼印を押されることさえもあった。このようなデモンストレーションについては、何人ものムスリムの学者たちが記している。
ただし貢納の際のこのような侮辱的な儀礼に対して異を唱えた学者もいる。課税に関する古典的な論文を書いたアブー・ウバイドは、ジズヤの課税がズィンミーの経済的能力を超えたり、ズィンミーの負担となるようなことはあるべきではないと考えた。カリフ、ハールーン・アッラシードの主席判事であった法学者のアブー・ユースフは、ジズヤの徴収の方法に関する次のような判決を下した。
このような意見が唱えられたのは、上述の通り、イスラム政権にとってジズヤがむしろ税収源として重要になった事が背景にある。
現代のサウジアラビアでは、登録した銀行口座から引き落とすなど他の税と同じように事務的に徴収されている。